# Speocera amazonica
Speocera amazonica is een spinnensoort uit de familie Ochyroceratidae. De soort komt voor in Brazilië.